# Cattedrale di Nostra Signora del Nahuel Huapi
La cattedrale di Nostra Signora del Nahuel Huapi è un edificio religioso che sorge a San Carlos de Bariloche ed è la cattedrale della diocesi di San Carlos de Bariloche. Fu eretta in stile neogotico nel 1944. Il suo progetto si deve agli architetti Alejandro Bustillo e Miguel Angel Césari